# 혼도정
혼도정(일본어: 本渡町)은 일본 구마모토현 아마쿠사군에 설치되었던 정이다. 

## 역사
- 1889년 4월 1일 - 정촌제 시행에 의해 혼도촌이 단독으로 지자체를 형성하였다.
- 1898년 12월 21일 - 정으로 승격해 혼도정이 되었다.
- 1954년 4월 1일 - 가메바촌, 하지우토촌, 시카키촌, 시모우라촌, 구스우라촌, 혼촌과 합병해 혼도시가 성립하였다.

## 참고 문헌
- 角川日本地名大辞典編纂委員会, 『角川日本地名大辞典 43 熊本県』1987, 角川書店
- 「本渡市史」1992年